# Thanh Minh, thị xã Phú Thọ
Thanh Minh là một xã thuộc thị xã Phú Thọ, tỉnh Phú Thọ, Việt Nam.

## Địa lý
Xã Thanh Minh nằm ở phía tây nam thị xã Phú Thọ, có vị trí địa lý:
- Phía đông giáp huyện Tam Nông
- Phía tây và phía nam giáp huyện Thanh Ba
- Phía bắc giáp các phường Âu Cơ, Hùng Vương, Thanh Vinh.

Xã Thanh Minh có diện tích 7,33 km², dân số năm 2018 là 5.273 người, mật độ dân số đạt 719 người/km².

## Lịch sử
Trước đây, Thanh Minh vốn là một xã thuộc huyện Thanh Ba.
Ngày 5 tháng 7 năm 1977, xã Thanh Minh được chuyển về thị xã Phú Thọ quản lý.
Năm 2018, xã Thanh Minh có diện tích 6,51 km², dân số là 3.727 người, mật độ dân số đạt 573 người/km².
Ngày 17 tháng 12 năm 2019, Ủy ban Thường vụ Quốc hội ban hành Nghị quyết 828/NQ-UBTVQH14 về việc sắp xếp các đơn vị hành chính cấp xã thuộc tỉnh Phú Thọ (nghị quyết có hiệu lực từ ngày 1 tháng 1 năm 2020). Theo đó, sáp nhập 0,82 km² diện tích tự nhiên và 1.546 người của phường Trường Thịnh vừa giải thể vào xã Thanh Minh.
Sau khi sáp nhập, xã Thanh Minh có diện tích 7,33 km², dân số là 5.273 người.